# Myllaena cognata
Myllaena cognata är en skalbaggsart som beskrevs av Sharp 1908. Myllaena cognata ingår i släktet Myllaena och familjen kortvingar. Inga underarter finns listade i Catalogue of Life.